# Carlos Alzamora Elster
Carlos Alzamora Elster (Lima, 10 de febrero de 1899 - ib. 18 de octubre de 1972) fue un ingeniero y político peruano. Fue alcalde de Miraflores (1943-1945), ministro de Agricultura (1948) y de Fomento (1956-1957).

## Biografía
Nacido en Lima en 1899, fue hijo de Lizardo Alzamora Mayo y Leonor Elster Soyer. Su padre fue un destacado jurista y político que llegó a ser presidente de la Corte Suprema y ministro de Justicia. Fue hermano del también jurista Lizardo Alzamora Silva.
Realizó sus estudios en el Colegio Sagrados Corazones Recoleta y en la Escuela Nacional de Agricultura y Veterinaría, de la que se graduó de ingeniero agrícola en 1922.
En 1925, contrajo matrimonio con María Pía Traverso Magán, con quien tuvo dos hijos, entre ellos el embajador Carlos Alzamora Traverso.
Alzamora ocupó diversos cargos vinculados a las industrias agrícola y ganadera como gerente de la hacienda San Nicolás y la Cámara Algodonera del Perú, y director de la Sociedad Nacional Agraria, el Banco Agrícola del Perú y la Junta de la Industria Lanar.
En 1942, el primer gobierno de Manuel Prado lo nombró cónsul general en Asunción y, luego, ese mismo año, alcalde de Miraflores, puesto que ocupó hasta 1945 y desde el que se dedicó a la construcción de diversas obras públicas, entre ellas, el palacio municipal.
En 1947, el presidente José Luis Bustamante y Rivero lo designó ministro consejero comercial en la embajada del Perú en Washington y, al año siguiente, ministro de Agricultura, cargo en el que se mantuvo poco más de un mes hasta el golpe de Estado de Manuel Odría.
Tras la caída de Odría, participó del Movimiento Democrático Peruano, el partido organizado por Manuel Prado para postular nuevamente a la presidencia en 1956. Triunfante dicha candidatura, fue nombrado ministro de Fomento y Obras Públicas, integrando así el primer gabinete ministerial del segundo gobierno de Manuel Prado, presidido por el doctor Manuel Cisneros Sánchez.
Falleció en la noche del 18 de octubre de 1972 a los 73 años en el distrito limeño de Miraflores. Estuvo casado con Doña María Pía Traverso Magán (1905-1991)